# 孟海 (演員)
孟海（英語：Mang Hoi，1958年5月1日—2023年10月9日），原名孟景海，昵称小海，香港演員、導演及動作指導，2018年正式簽約亞洲動作文化傳媒有限公司，成為製片人蘇志鴻旗下演員。80年代孟海曾是嘉禾电影公司旗下艺人，洪家班成员。1968年，以童星姿態出演人生第一部電影《風塵客》，1985年憑《皇家師姐》榮獲第5屆香港电影金像獎最佳男配角獎，並獲六次提名香港電影金像獎最佳動作指導獎。

## 生平
孟海成長於調景嶺，他的母親是一位教師，但孟海本身無心向學。因此，孟海七歲時聽從母親建議在春秋戲劇學校，拜刀馬旦粉菊花師傅為師學習京劇，連同陳寶珠、蕭芳芳、林正英、董瑋、尊龍、小侯、惠天賜、楊盼盼等為師兄弟，是粉菊花最喜歡的兩個徒弟之一，曾跟隨戲班在世界各地巡迴演出。10歲的他在電影《風塵客》中首次演出，14歲離校後不久便在吳思遠導演的多部電影（如《生龍活虎小英雄》、《神龍小虎闖江湖》、《香港小教父》、《羅馬大綁票》等）中擔任替身和武師，曾和梁小龍合作，既參與電影角色的飾演，又擔任電影的副武術指導。15歲那年獲李小龍指定在電影《麒麟掌》演出，及後再在《龍爭虎鬥》主演。
由於孟海外型獨特，宜古宜今，加上有不凡的動作身手，故經常在幕前演出正反派角色、參演或喜或悲的作品，曾在殭屍影視系列中與師兄林正英成為最佳拍檔。歷年曾與楊紫瓊、周星馳、洪金寶、元彪、甄子丹、方中信、盧惠光、董瑋等等合作，曾參與的影視作品逾百，例如《皇家師姐》（1986年獲第5屆香港電影金像獎最佳男配角獎）、《新蜀山劍俠》、《繼續跳舞》、《皇家戰士》、《龍之忍者》、《富貴列車》、《執法先鋒》、《陰陽錯》、《龍的心》、《六指琴魔》、《風塵客》、《密宗威龍》、《愛情的代價》、《龍的心》《一個人的武林》、《葉問：終極一戰》、《失業特工隊1998》、《城市獵人》、《最佳拍檔之醉街拍檔》及與李小龍兒子李國豪合演的《龍在江湖》等等，其導演的電影有《師姐大曬》及《密宗威龍》。
1996年，孟海加盟亞洲電視在《殭屍道長II》及《國際刑警1997》演出，近作有《一個人的武林》、《同裡有親》、《金袍拳皇》等等。除幕前演出外，他也兼任無數影視作品的武術指導，並在電影金像獎獲多次提名，他曾是洪家班成員，積累多年經驗，能掌握不同類型、年代的動作設計，常創獨特風格，如真田廣之（《龍之忍者》）、成龍、洪金寶（《龍的心》）、林青霞（《六指琴魔》《新蜀山劍俠》）、譚詠麟（《陰陽錯》）、梁家輝、梅艷芳（《何日君再來》）、趙文卓（《刀》）、李國豪（《龍的家族》）、周星馳（《逃學威龍3之龍過雞年》《老鼠拉龜》《形手螳螂腿》《借刀殺人》《皇家戰士》《龍在江湖》《執法先鋒》《洪福齊天》《密宗威龍》《駁腳差佬》《何日君再來》《城市獵人》《D7特警》）等等。
2023年10月9日晚上，孟海在醫院病逝，享年65歲。其侄女孟希璘證實其死訊，並透露他於2022年患上食道癌，病情每況愈下。

## 演出

### 幕前作品
由於是戲班出身，孟海在影視中宜文宜武，他與林正英是同門師兄弟，因此經常林正英主演的影視中合作，他曾為加洪家班成員，與洪金宝、成龍等合作無數。
以下為其參與演出的部分影視作品：
| 影視名稱                            | 年份   | 飾演角色     |
| ----------------------------------- | ------ | ------------ |
| 風塵客                              | 1968年 | 虎兒         |
| 愛情的代價                          | 1970年 | 福根         |
| 神龍小虎闖江湖                      | 1974年 | 秃頭         |
| 龍虎門                              | 1979年 | 石黑龍       |
| 新蜀山劍俠                          | 1983年 | 一真         |
| 龍的心                              | 1985年 | Yan /Yank    |
| 皇家師姐                            | 1985年 | Aspirin      |
| 為你鍾情                            | 1985年 | 沙皮/小古    |
| 龍在江湖                            | 1986年 | 馬國豪的好友 |
| 表哥到                              | 1987年 | 皮蛋         |
| 繼續跳舞                            | 1988年 | 繆騫人男友   |
| 群龍戲鳳                            | 1989年 | 爆米花       |
| 鬼咬鬼                              | 1990年 | 小海         |
| 洪福齊天                            | 1991年 | 小海         |
| 密宗威龍                            | 1991年 | 靈海         |
| 阿金                                | 1996年 | COPY哥       |
| 殭屍道長II（亞洲電視劇集）          | 1997年 | 小海         |
| D7特警                              | 2000年 |              |
| 禁室培欲3：香港情夜                 | 2002年 |              |
| 功夫片歲月                          | 2002年 | 自己         |
| 大阪撻一餐                          | 2004年 | 警察         |
| 沒有牆的世界                        | 2010年 | 妄想         |
| 識法保積金（香港電台劇集）          | 2012年 | 細雄         |
| 葉問：终極一戰                      | 2013年 | 高人         |
| 一個人的武林                        | 2014年 | 湖南幫大哥   |
| 同里有親（香港電台劇集）            | 2014年 | 理髮師陳記   |
| 識法保積金II（香港電台劇集）        | 2015年 | 細雄         |
| 瑪嘉烈與大衛系列 綠豆（ViuTV 劇集） | 2016年 | 趙強         |
| 獅子山下（香港電台劇集）            | 2016年 | 言哥         |
| 曾經擁有（前名：電影痴漢）          | 2017年 | 華懋保安員   |

### 幕後作品
孟海除在電影中演出外，亦擔任影片的武術指導，也曾執導兩部電影，以下為曾參與動作導演的電影：
| 電影名稱            | 上映年份 | 職務           |
| ------------------- | -------- | -------------- |
| 師姐出馬            | 1989年   | 演員、動作指導 |
| 密宗威龍            | 1991年   | 導演           |
| 群龍戲鳳            | 1989年   | 動作導演       |
| 皇家女將            | 1990年   | 演員、動作導演 |
| 何日君再來          | 1991年   | 動作導演       |
| 六指琴魔            | 1993年   | 動作導演       |
| 逃学威龙Ⅲ之龙过鸡年 | 1993年   | 動作導演       |
| 刀                  | 1995年   | 動作導演       |

## 獎項
| 年 份  | 頒獎典禮             | 獎項         | 影片         | 入圍者               | 結果 |
| 1983年 | 第2屆香港電影金像獎  | 最佳動作指導 | 《龍之忍者》 | 孟海                 | 提名 |
| 1986年 | 第5屆香港電影金像獎  | 最佳男配角   | 《皇家師姐》 | 孟海                 | 獲獎 |
| 1986年 | 第5屆香港電影金像獎  | 最佳動作指導 | 《皇家師姐》 | 元奎、孟海           | 提名 |
| 1987年 | 第6屆香港電影金像獎  | 最佳動作指導 | 《執法先鋒》 | 元彪、孟海、徐蝦     | 提名 |
| 1987年 | 第6屆香港電影金像獎  | 最佳動作指導 | 《皇家戰士》 | 孟海                 | 提名 |
| 1990年 | 第9屆香港電影金像獎  | 最佳動作指導 | 《群龍戲鳳》 | 洪家班、袁祥仁、孟海 | 提名 |
| 1996年 | 第15屆香港電影金像獎 | 最佳動作指導 | 《刀》       | 元彬、孟海、董瑋     | 提名 |